# Copa de los Balcanes 1929-31
La Copa de los Balcanes 1929-31 fue la primera edición de la Copa de los Balcanes y fue un torneo que duró dos años y medio. Participaron cuatro equipos: (Yugoslavia, Grecia, Bulgaria y Rumania). Rumania ganó el trofeo por delante del segundo clasificado Yugoslavia, Grecia quedó tercera y Bulgaria última. Los mejores goleadores fueron Bodola  y Wetzer, ambos de Rumanía y con 7 goles cada uno. Albania se había inscrito para el torneo, pero se retiró antes del comienzo y no participó.

## Clasificación Final
| Pos. | Equipo     | Pts. | PJ | PG | PE | PP | GF | GC | Dif. |
| ---- | ---------- | ---- | -- | -- | -- | -- | -- | -- | ---- |
| 1    | Rumania    | 10   | 6  | 5  | 0  | 1  | 26 | 13 | +13  |
| 2    | Yugoslavia | 6    | 6  | 3  | 0  | 3  | 12 | 9  | +3   |
| 3    | Grecia     | 4    | 6  | 2  | 0  | 4  | 13 | 20 | -7   |
| 4    | Bulgaria   | 4    | 6  | 2  | 0  | 4  | 10 | 19 | -9   |

## Resultados
| 6 de octubre de 1929 | Rumania               | 2:1     | Yugoslavia     | Stadionul Republicii, Bucarest, Rumania |                             |
|                      | Sepi 35' · Ciolac 40' | Reporte | Marjanović 71' | Árbitro(s): Georgi Grigorov             | Árbitro(s): Georgi Grigorov |

| 26 de enero de 1930 | Grecia                                      | 2:1     | Yugoslavia      | Apostolos Nikolaidis Stadium, Atenas, Grecia |                          |
|                     | G. Andrianopulos 50' · D. Andrianopulos 54' | Reporte | Vujadinović 40' | Árbitro(s): Nikola Dosev                     | Árbitro(s): Nikola Dosev |

| 25 de mayo de 1930 | Rumania | 8:1     | Grecia | Stadionul Republicii, Bucarest, Rumania |                         |
|                    |         | Reporte |        | Árbitro(s): Jovan Ružić                 | Árbitro(s): Jovan Ružić |

| 12 de octubre de 1930 | Bulgaria                                                 | 5:3     | Rumania                                   | Estadio Ovcha Kupel, Sofía, Bulgaria |                         |
|                       | Staikov 11' (pen.), 52' · Stoyanov 34', 50' · Peshev 47' | Reporte | Gikov 71' (o.g.) · Wetzer 23' (pen.), 43' | Árbitro(s): Jovan Ružić              | Árbitro(s): Jovan Ružić |

| 16 de noviembre de 1930 | Bulgaria | 3:0     | Yugoslavia                                     | Estadio Ovcha Kupel, Sofía, Bulgaria |                         |
|                         |          | Reporte | Lemešić 7' · Marjanović 27' · Praunsberger 78' | Árbitro(s): Jovan Ružić              | Árbitro(s): Jovan Ružić |

| 7 de diciembre de 1930 | Grecia                                         | 6:1     | Bulgaria   | Apostolos Nikolaidis Stadium, Atenas, Grecia |                         |
|                        | Tsolinas 4', 50', 51', 60' · Messaris 10', 15' | Reporte | Peshev 60' | Árbitro(s): Jovan Ružić                      | Árbitro(s): Jovan Ružić |

| 15 de marzo de 1931 | Yugoslavia                                       | 4:1     | Grecia       | Estadio Omladinski, Belgrado, Yugoslavia |                              |
|                     | Tomašević 38', 83' · Hitrec 35' · Marjanović 75' | Reporte | Migiakis 52' | Árbitro(s): Costel Rădulescu             | Árbitro(s): Costel Rădulescu |

| 19 de abril de 1931 | Bulgaria      | 0:1     | Yugoslavia |                           |                           |
|                     | Marjanović ?' | Reporte |            | Árbitro(s): Denis Xifando | Árbitro(s): Denis Xifando |

| 10 de mayo de 1931 | Rumania                                       | 5:2     | Bulgaria                  | Stadionul Republicii, Bucarest, Rumania |                           |
|                    | Sepi 25' · Bodola 50', 66' · Stanciu 68', 81' | Reporte | Lozanov 51' · Panchev 89' | Árbitro(s): Ernest Fabris               | Árbitro(s): Ernest Fabris |

| 28 de junio de 1931 | Yugoslavia                   | 2:4     | Rumania                                      | Stadionul Republicii, Zagreb, Yugoslavia |                                  |
|                     | Zečević 36' · Marjanović 60' | Reporte | Glanzmann 16' · Bodola 49', 89' · Kovács 50' | Árbitro(s): Apostolos Nikolaidis         | Árbitro(s): Apostolos Nikolaidis |

| 25 de octubre de 1931 | Bulgaria                   | 2:1     | Grecia     | Estadio Ovcha Kupel, Sofía, Bulgaria |                         |
|                       | Peshev 20' · Baikushev 83' | Reporte | Kitsos 10' | Árbitro(s): Jovan Ružić              | Árbitro(s): Jovan Ružić |

| 29 de noviembre de 1931 | Rumania            | 4:2     | Grecia                          | Apostolos Nikolaidis Stadium, Atenas, Grecia |                           |
|                         | Aggelakis 34', 39' | Reporte | Bodola 13', 18', 84' · Sepi 51' | Árbitro(s): Ernest Fabris                    | Árbitro(s): Ernest Fabris |

| Bandera de Rumania |
| Campeón Rumania    |
| Primer título      |

## Goleadores
| Jugador              | Selección  | Goles |
| -------------------- | ---------- | ----- |
| Iuliu Bodola         | Rumania    | 7     |
| Rudolf Wetzer        | Rumania    | 7     |
| Blagoje Marjanović   | Yugoslavia | 4     |
| Antonis Tsolinas     | Grecia     | 4     |
| Aleksandar Tomašević | Yugoslavia | 3     |
| Grațian Sepi         | Rumania    | 3     |
| Asen Peshev          | Bulgaria   | 3     |